# Wedvlucht
Wedvlucht is een wedstrijd gehouden met postduiven. De duif die zo snel mogelijk van de lossingsplaats naar huis vliegt wint de wedstrijd.
De eigenaren nemen de duiven die deelnemen aan de wedstrijd mee naar een verenigingsgebouw. Hier worden de duiven 'ingekorfd'. Dit inkorven gebeurt als volgt. De duiven zijn voorzien van een chipring. Aan de hand van deze chipring wordt geregistreerd dat de duif meedoet aan de wedstrijd. De duif wordt vervolgens in een mand gedaan samen met de andere deelnemende duiven. 
De manden met ingekorfde duiven worden opgehaald door een vrachtwagen die langs alle deelnemende verenigingen rijdt. Vervolgens rijdt deze vrachtwagen naar de plaats waar de duiven losgelaten worden. Dit loslaten gebeurt meestal de volgende dag. Omdat duiven niet onder alle weersomstandigheden hun eigen hok even goed kunnen terugvinden wordt gewacht totdat de weersomstandigheden goed zijn (wanneer het bijvoorbeeld bewolkt is kunnen duiven zich niet goed oriënteren). 
Omdat alle liefhebbers op verschillende afstanden wonen van de lossingsplaats, wordt de exacte afstand van het duivenhok naar de lossingsplaats berekend door middel van coördinaten. Aan de hand van deze afstand en de tijd welke de duif heeft nodig gehad wordt deze snelheid berekend in meters per minuut. Op de uitslag wordt een deel van de duiven vermeld op volgorde van de snelheid die ze gemaakt hebben.